# The Be Good Tanyas
The Be Good Tanyas est un groupe de folk formé en 1999 à Vancouver, au Canada. Leur style s'inscrit dans une mélange de folk, de bluegrass et de country.

## Historique
Formé à Vancouver, en Colombie-Britannique, The Be Good Tanyas (Frazey Ford, Trish Klein, Samantha Parton, et à l'origine Jolie Holland) commence en se produisant dans des camps de plantations d'arbres, dans la région de Kootenay. Elles jouent leurs premiers concerts à Vancouver à la fin des années 1990.
En 2000, elles font une tournée nord-américaine, partant de Vancouver, jusqu'à La Nouvelle-Orléans. Elles rentrent ensuite en Colombie-Britannique pour enregistrer leur premier album intitulé Blue Horse, avec le producteur Garth Futcher.
Le deuxième album, Chinatown, sort en 2003. Leur troisième album, Hello Love, est publié le 10 octobre 2006.
Le groupe gagne en audience lorsque l'une de leurs chansons, In Spite of All the Damage, est utilisé pour la bande originale de la série The L Word.  Frazey Ford joue un autre morceau du groupe dans le troisième épisode de la troisième saison de cette même série, à savoir In My Time of Dying. La chanson The Littlest Birds est présente dans la première saison de la série Weeds. Leur musique est aussi reprise dans la série canadienne The Eleventh Hour et dans le film Winn-Dixie mon meilleur ami. De même, leur reprise du morceau de Townes Van Zandt Waiting Around to Die est utilisée dans la série Breaking Bad et également dans le générique du jeu vidéo The Walking Dead : L'Ultime Saison . 
Après la sortie des deux premiers albums de The Be Good Tanyas, Trish Klein collabore avec Alison Russell sous le nom de groupe Po' Girl (en), et réalisent trois albums ensembles : Po'girl, Vagabond Lullabies, et Home to You.
En 2007 et 2008, le groupe est en pause, les membres vacant à leurs projets personnels. Frazy Ford sort son premier album solo, Obadiah, en 2010. En 2011, elles font leur retour sur scène, au Winnipeg Folk Festival,
En septembre 2012, Samantha Parton est gravement blessée au cou, au dos et aux épaules, après un accident de la route. Elle a un second accident de la route en avril 2013. Les examens médicaux révèlent une tumeur bénigne et un anévrisme derrière son œil gauche. Pendant la tournée du groupe en Europe et en Amérique du Nord, Samantha Parton est en convalescence, et est remplacée sur scène par Caroline Ballhorn.
En 2016, Samantha Parton remonte sur scène, accompagnée par Jolie Holland, l'une des fondatrices et ancienne membre du groupe.

## Membres
- Frazey Ford (guitare, chant)
- Samantha Parton (guitare, mandoline, banjo, chant)
- Trish Klein (guitare, banjo, chant)

### Ancienne membre
- Jolie Holland

## Discographie
- 2000 : Blue Horse
- 2003 : Chinatown
- 2006 : Hello Love
- 2012 : A Collection